# Kommunistischer Anarchismus

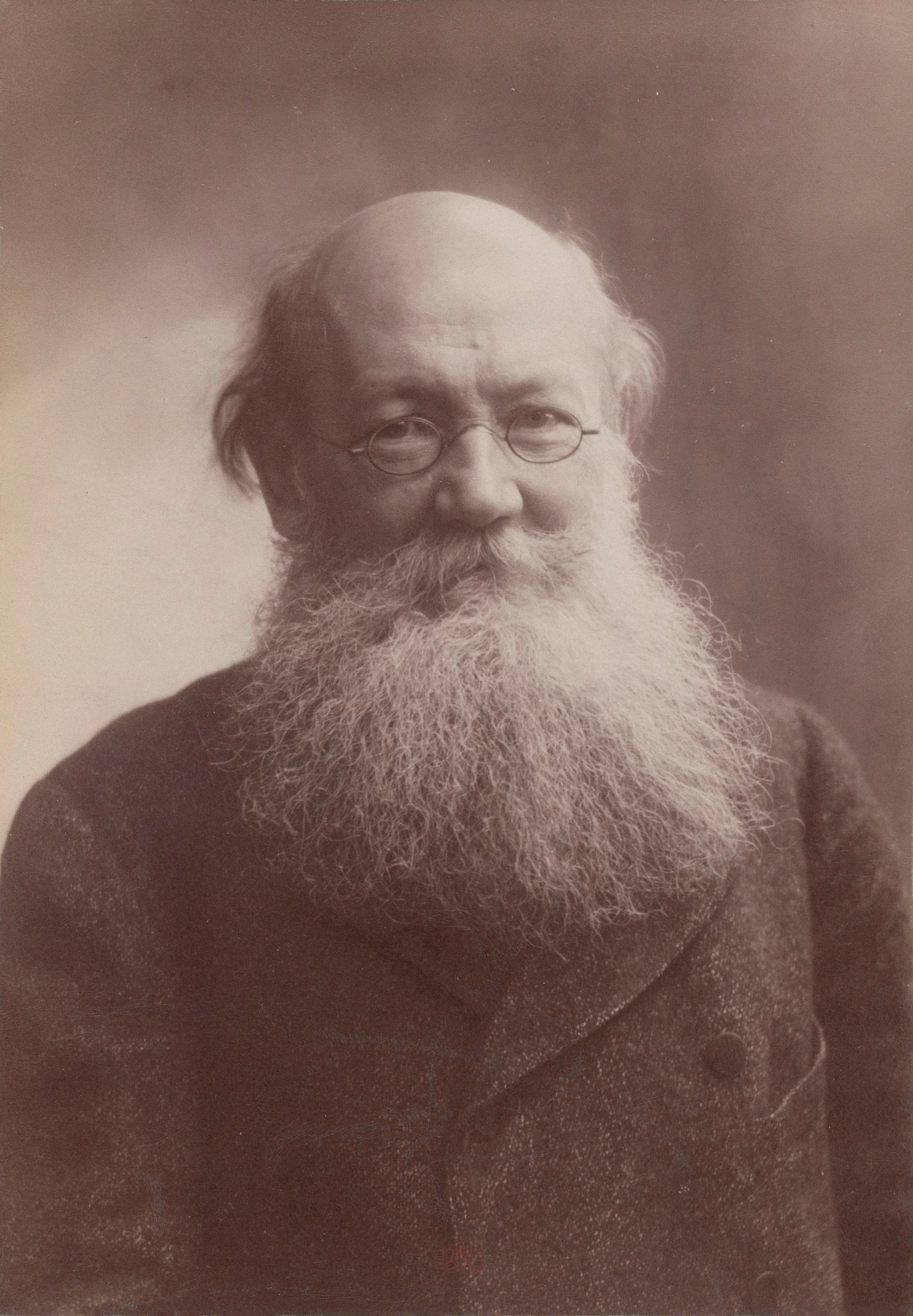
Pjotr Alexejewitsch Kropotkin, zentraler Theoretiker des kommunistischen Anarchismus

Der kommunistische Anarchismus (auch Anarchokommunismus, Anarchistischer Kommunismus, freiheitlicher Kommunismus oder libertärer Kommunismus genannt) ist ein politisches Konzept des Anarchismus, dem zufolge der Staat und der Kapitalismus überwunden werden und durch Netzwerke von freiwilligen Vereinigungen, Arbeiterräten und gemeinschaftlichen Kommunen ersetzt werden sollen.

## Historische Entwicklung
Aus Sicht des anarchistischen Historikers Max Nettlau war die Arbeiterbewegung in der ersten Hälfte des 19. Jahrhunderts sehr stark autoritär geprägt. Erst eine Arbeitergruppe, die eine Zeitschrift mit dem Titel L’Humanitaire herausgab, fasste ihre politischen Ideen als möglichst freiheitlich, also antiautoritär, auf. Schon nach zwei Ausgaben der Zeitung wurden die Mitglieder der Gruppe verhaftet und verurteilt. Das bedeutete das Ende für ihr Wirken.
Nach dem kurzen Wirken der Gruppe der L’Humanitaire im Jahr 1841 traten seit Anfang 1876 wieder die ersten Äußerungen des kommunistischen Anarchismus an den Tag, von einer Gruppe namens „L’Avenir“, zu der u. a. Adrien Perrare, François Dumartheray und T. Colonna gehörten. Bei den französischen Wahlen 1876 gab die Gruppe vier Broschüren heraus, in denen sie die Grundzüge eines „communisme anarchiste“ veröffentlichte.
Zentraler Vordenker dieser Strömung war der russische Anarchist Pjotr Kropotkin. Er vertrat die Auffassung, dass Anarchismus und Kommunismus nur zusammen funktionieren könnten, da sie sich gegenseitig bedingen würden. Die Pariser Kommune kann als erster Versuch eines kommunistischen Gesellschaftsentwurfs gesehen werden, der durch Rätedemokratie und das imperative Mandat nur sehr wenige Herrschaftsstrukturen besaß. Kropotkin und andere kommunistische Anarchisten kritisierten während der russischen Revolution das von Lenin propagierte Konzept des Kommunismus, das sie als „Staatssozialismus“ bezeichneten und als totalitär und elitär ablehnten.
Der ideologische und politische Konflikt zwischen Marxisten und Anarchisten geht zurück auf die Auseinandersetzung zwischen Michail Bakunin auf der antiautoritären und Karl Marx auf der wissenschaftlich-sozialistischen Seite, die sich bereits zu Beginn der Arbeiterbewegung ideologisch gegenüberstanden. Während die Marxisten die Diktatur des Proletariats anstrebten, in deren Verlauf der Staat irgendwann überflüssig werde und absterbe, wollten die Anarchisten den Staat sofort abschaffen. Zudem lehnten sie jede Parteiorganisation als Bevormundung der Massen durch eine Avantgarde ab.

## Konzept
Anarchokommunistische Vorstellungen sind konzeptionell mit Ideen der anarchosyndikalistischen Bewegung verwandt, die in Deutschland im Verlauf der Rätebewegung von 1918/19 eine gewisse Anhängerschaft fand, die heute noch größtenteils in der FAU und international in der IKA organisiert ist.
Die Vertreter des kommunistischen Anarchismus stellen das Konzept einer Selbstverwaltung der Arbeiter in den Betrieben gegen das Konzept der Führung durch eine revolutionäre Klassenpartei oder parlamentarische „Vertretung“ der Arbeiterinteressen, um die Entstehung neuer Herrschaftsformen nach einer sozialen Revolution zu verhindern. Damit grenzen sie sich sowohl gegen den bürgerlichen Reformismus etwa in der Weimarer Republik als auch gegen den Marxismus ab. In Deutschland vertrat Erich Mühsam ähnliche Gedanken.
Der kommunistische Anarchismus propagiert eine herrschaftsfreie, egalitäre und selbstverwaltete Gesellschaftsordnung ohne hierarchische Strukturen und Gesetze, in der durch die freiwillige und solidarische Form des Wirtschaftens eine gerechte Aneignung des gesellschaftlichen Reichtums bestehen soll. Das Privateigentum an Produktionsmitteln soll abgeschafft werden. Nur das Bedürfnis eines jeden Menschen soll maßgebend sein, weil jede Berechnung des Werts der Einzelarbeit unmöglich und daher ein willkürlicher, autoritärer Akt ist.
In dieser Gesellschaft soll die freie Entfaltung des Einzelnen genauso vorhanden sein wie die gemeinsame freie Entfaltung aller. Die Freiheit des Einzelnen endet nur dort, wo sie die Freiheit anderer stört.

## Wirtschaftstheorie
Die Abschaffung von Geld, Preisen und Lohnarbeit ist für den Kommunistischen Anarchismus von zentraler Bedeutung. Wenn die Verteilung des Reichtums auf selbstbestimmten Bedürfnissen beruht, können die Menschen sich frei auf Tätigkeiten einlassen, die sie für am erfüllendsten halten, und müssen keine Arbeit mehr machen, für die sie weder das Temperament noch die Befähigung haben.

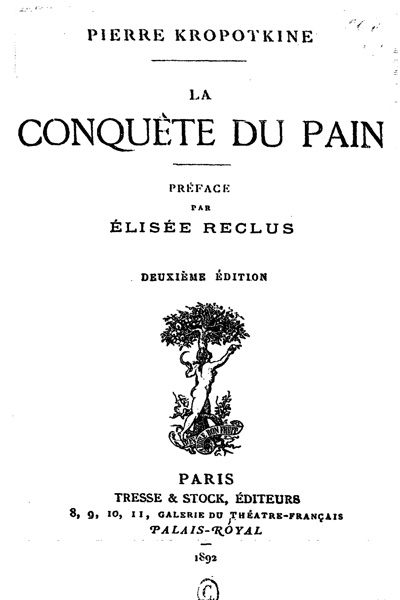
Die Eroberung des Brotes von Peter Kropotkin, einflussreiches Werk, das die wirtschaftliche Vision des Anarcho-Kommunismus darstellt

Anarcho-Kommunisten argumentieren, dass es keinen gültigen Weg gibt, den Wert der wirtschaftlichen Beiträge einer Person zu messen, weil jeder Wohlstand ein gemeinsames Produkt der gegenwärtigen und vorhergehenden Generationen ist. Zum Beispiel könnte man den Wert der täglichen Produktion eines Fabrikarbeiters nicht messen, ohne zu berücksichtigen, wie etwa Transport, Nahrung, Wasser, Unterkunft, Entspannung, maschinelle Effizienz und emotionale Stimmung zu ihrer Produktion beitrugen. Um irgendetwas wirklich einen numerischen wirtschaftlichen Wert zu verleihen, müsste eine überwältigende Anzahl von externen und weiteren Faktoren berücksichtigt werden – insbesondere aktuelle oder vergangene Arbeitskräfte, die zur Fähigkeit beitragen, zukünftige Arbeitskräfte einzusetzen. Wie Kropotkin es ausdrückte: „Es kann kein Unterschied zwischen der Arbeit eines jeden Menschen gemacht werden. Das Messen der Arbeit an ihren Ergebnissen führt uns zur Absurdität; Das Teilen und Messen durch die Stunden, die wir für die Arbeit aufgewendet haben, führt uns ebenfalls zur Absurdität. Eine Sache bleibt: Die Bedürfnisse über die Werke stellen und zunächst das Recht auf Leben und später auf Komfort für alle, die ihren Anteil an der Produktion haben, anerkennen.“
Kommunistischer Anarchismus teilt viele Züge mit kollektivistischem Anarchismus, allerdings sind beide verschieden. Der kollektivistische Anarchismus vertritt kollektives Eigentum, während der kommunistische Anarchismus das gesamte Konzept des Eigentums zugunsten des Nutzungskonzepts negiert. Entscheidend ist, dass das abstrakte Verhältnis von „Vermieter“ und „Mieter“ nicht mehr besteht, da solche Titel unter dem Vorbehalt des gesetzlichen Zwangs stehen und nicht unbedingt erforderlich sind, um Gebäude oder Räume zu besetzen (geistiges Eigentum würde ebenfalls erlöschen), da sie eine Form von Privateigentum sind. Anarcho-Kommunisten führen an, dass Miete und andere Gebühren nicht nur ausbeuterisch sind, sondern auch, dass dies willkürlichen Druck ausübt, der die Menschen dazu veranlasst, unabhängige Aufgaben zu erfüllen. Zum Beispiel fragen sie sich, warum man eine bestimmte Anzahl von Stunden am Tag arbeiten muss, um nur irgendwo zu leben. Anstatt bedingt für den verdienten Lohn zu arbeiten, glauben sie, direkt für das jeweilige Ziel zu arbeiten.

## Aktuelle Entwicklung
Wie die meisten revolutionären Strömungen innerhalb der politischen Linken ist auch der Anarchokommunismus gegenwärtig nur eine Minderheitenposition und findet sich vor allem in kleinen politischen Gruppen wieder. Relativ verbreitet ist er im Spektrum der Autonomen, die oft als Schwarzer Block bei Demonstrationen mit anarchokommunistischen Parolen auftreten. In der anarchistischen Bewegung wird er insbesondere von plattformistischen Organisierungen wie die plattform in Deutschland, aber auch von anarchistischen Föderationen wie der NEFAC und AF Britain unterstützt.
Mit dem Class-Struggle-Anarchism (deutsch etwa: Klassenkampfanarchismus) wurde im späten 20. Jahrhundert innerhalb anarchistischer Organisationen eine in der Tradition von Anarchokommunismus und Anarchosyndikalismus stehende Strömung entwickelt, die sich an die marxistische Klassenkampfidee anlehnt und mit rätekommunistischen und linkslibertären Ideen wie dem Situationismus überlappt.